# Associação Atlética Asas
A Associação Atlética Asas é um clube brasileiro de futebol, da cidade de Lagoa Santa (Minas Gerais) e atualmente encontra-se licenciado de competições oficiais.

## História
Fundado em 3 de janeiro de 1950, motivado pelo coronel aviador e engenheiro Dirceu de Paiva Guimarães, o Asas teve sua década de glória no futebol mineiro nos anos de 1950. O coronel Dirceu foi para Lagoa Santa como o primeiro Comandante do Parque de Material Aeronáutico de Lagoa Santa. Era Vice-presidente do Botafogo antes de assumir o comando do Parque de Material. Ao chegar em Lagoa Santa, ele continuou dedicando-se também ao futebol e por fim criou o Asas. O coronel selecionava jogadores amadores da região metropolitana de Belo Horizonte  admitindo-os na FAB para compor uma equipe competitiva e assim, no primeiro ano de existência, o Morcego da Lagoa foi considerado o melhor time de futebol amador de Minas Gerais.
O primeiro jogo do clube foi contra o Lagoa Santa Esporte Clube e venceu por 4x1. Se destacando no futebol amador, em 1952, tornou-se um clube profissional e campeão do Torneio Início do Campeonato Mineiro de 1952, derrotando grandes equipes, como Atlético Mineiro e Cruzeiro. 
Disputou o Campeonato Mineiro de 1952 até 1959, e em maioria dessas edições, ocupou colocações consideráveis. Porém, ainda em 1959, o fundador do clube, coronel Dirceu, foi promovido, e transferido para outra unidade da Força Aérea Brasileira. 
Com isso, o clube foi forçado a se licenciar de competições profissionais, mas seus atletas ainda assim participavam de torneios amadores e amistosos.
Em 17 de Junho de 1999, o Asas foi reorganizado por um grupo de adeptos, liderados por Dartagnan Fernandes dos Santos. Além disso, todo o seu patrimônio material e imaterial foi recuperado. A partir dessa data, o clube vem se reformulando e disputando todos os campeonatos organizados pela Liga de Lagoa Santa e alguns campeonatos de base e feminino da Federação Mineira de Futebol e o quadro de veteranos.